# Dorylus stadelmanni
Dorylus stadelmanni é uma espécie de formiga do gênero Dorylus.